# Flo (geologia)
| System                           | Oddział  | Piętro    | Wiek (mln lat) |
| -------------------------------- | -------- | --------- | -------------- |
| Sylur                            | Landower | Ruddan    | młodsze        |
| Ordowik                          | Późny    | Hirnant   | 445,6–443,7    |
| Ordowik                          | Późny    | Kat       | 455,8–445,6    |
| Ordowik                          | Późny    | Sandb     | 460,9–455,8    |
| Ordowik                          | Środkowy | Darriwil  | 468,1–460,9    |
| Ordowik                          | Środkowy | Daping    | 471,8–468,1    |
| Ordowik                          | Wczesny  | Flo       | 478,6–471,8    |
| Ordowik                          | Wczesny  | Tremadok  | 488,3–478,6    |
| Kambr                            | Furong   | Piętro 10 | starsze        |
| Podział według IUGS, lipiec 2009 |          |           |                |

Flo (ang. Floian)
- w sensie geochronologicznym – drugi wiek wczesnego ordowiku, trwający około 7 milionów lat (od 478,6 ± 1,7 do 471,8 ± 1,6 mln lat temu). Flo jest młodszy od tremadoku a starszy od dapingu.

- w sensie chronostratygraficznym – drugie piętro dolnego ordowiku, wyższe od tremadoku a niższe od dapingu. Stratotyp dolnej granicy flo znajduje się przy Diabasbrottet u podnóża góry Hunneberg w południowej Szwecji. Dolną granicę flo wyznacza pierwsze pojawienie się graptolita Tetragraptus approximatus Nicholson, 1873.

Nazwa piętra (wieku) pochodzi od wioski Flo położonej na wschód od góry Hunneberg (Szwecja). Termin "floj", sugerowany w niektórych pracach, nie wydaje się poprawny.